# Schwarzer Teich (Carlsfeld)
Der Schwarze Teich war ein Gewässer unmittelbar an der deutsch-tschechischen Grenze im Erzgebirge.

## Geografische Lage
Der Schwarze Teich, der auch Pyrenteich genannt wird, liegt 1 Kilometer südwestlich des Großen Kranichsees bei Carlsfeld. Am Teich vorbei führt der Schwerdt- und Kammweg.

## Geschichte
Der Teich ist bereits seit Jahrzehnten ohne Wasser, dient aber aufgrund seines feuchten Untergrundes und seiner Nähe zum Hochmoor als Quellgebiet der Großen Pyra und des Seerbächels. Unmittelbar am Schwarzen Teich stand bis nach dem Ende des Zweiten Weltkrieges eine Schutzhütte für den jeweiligen Forstmeister.
Durch den Grenztausch mit der Tschechoslowakei in den 1930er Jahren wurde die neue Grenze zwischen Sachsen (früheres Amt Voigtsberg bei Oelsnitz (Vogtland)) und dem heutigen Tschechien unmittelbar am Schwarzen Teich vorbeigelegt, zuvor verlief die Grenze knapp hundert Meter weiter südlich und östlich am Teich vorbei.